# Бертхолд I фон Хайлигенберг
Бертхолд I фон Хайлигенберг (на немски: Berthold I, Graf von Heiligenberg; † сл. 1229) е граф на Хайлигенберг на северозапдния бряг на Боденското езеро в Баден-Вюртемберг.

## Произход и наследство
Той е син на граф Конрад III фон Хайлигенберг († 1208) и съпругата му Аделхайд фон Нойфен († сл. 1240), сестра на Бертолд фон Нойфен († 1224), епископ на Бриксен (1216 – 1224), дъщеря на граф Бертхолд I фон Вайсенхорн-Нойфен († 1221) и Аделхайд фон Гамертинген († сл. 1208), единствената дъщеря на граф Адалберт II фон Ахалм-Хетинген († пр. 1172). Сестра му фон Хайлигенберг е омъжена 1212 г. за граф Волфрад II фон Неленбург-Феринген († 1234/1237).
Майка му Аделхайд фон Нойфен се омъжва втори път за граф Готфрид II фон Хелфенщайн-Зигмаринген († 1241) и е майка на Бертхолд фон Питенгау († 1254), епископ на Пасау (1250 – 1254), и на Алберт I фон Питенгау († 1260/1262), епископ на Регенсбург (1246 – 1259).
Графовете фон Хайлигенберг получават през 1135 г. графството си, което се образува от ранно-средновековното графство Линцгау. През 1277 г. графството отива на графовете фон Верденберг и през 1535 г. на Фюрстенбергите. Постепенно името Линцгау е сменено с името Графство Хайлигенберг. Резиденцията е старият замък Хайлигенберг, по-късно новия дворец Хайлигенберг, построен ок. 1250 г. от граф Бертхолд II фон Хайлигенберг († 1262), неговият син епископ Бертхолд III е последният граф от рода му и продава през 1277 г. графството Хаилигенберг на чичо си Хуго I фон Верденберг († 1280).

## Фамилия
Бертхолд I фон Хайлигенберг се жени за Аделхайд фон Хелфенщайн († сл. 1228). Те имат децата:
- деца († пр. 1228 – ?)
- Бертхолд II фон Хайлигенберг († 2 май 1262), женен пр. 16 януари 1251 г. за Хедвиг фон Верденберг (* ок. 1251; † сл. 1262/1275), дъщеря на граф Рудолф I фон Верденберг († 1248/1260) и Клемента фон Кибург († 1249); родители на Бертхолд III († 17 януари 1298), епископ на Кур (1290/91 – 1298)[2]
- Конрад VI фон Хайлигенберг († сл. 1240)